# Israël op het Eurovisiesongfestival 1999
Voor het Eurovisiesongfestival 1999 hield Israël een interne selectie. De selectiecommissie koos het lied "Yom huledut (Happy birthday)", gezongen door de groep Eden. Opvallend is dat de omroep nooit verdere zaken heeft bekendgemaakt omtrent de selectie. Op het songfestival dat tevens in Israël werd gehouden werd de band 5de met 93 punten.

## In Jeruzalem
In hun thuisland trad Israël als negentiende van 23 landen aan, na Oostenrijk en voor Malta. Het land behaalde een 5de plaats, met 93 punten.
België en Nederland gaven respectievelijk 3 en 4 punten aan deze inzending.

### Gekregen punten

#### Finale
| 12 punten | 10 punten                    | 8 punten                      | 7 punten                                         | 6 punten                          |
| --------- | ---------------------------- | ----------------------------- | ------------------------------------------------ | --------------------------------- |
|           | - Cyprus - Frankrijk - Polen | - Kroatië - Portugal - Spanje | - Duitsland                                      | - Malta                           |
| 5 punten  | 4 punten                     | 3 punten                      | 2 punten                                         | 1 punt                            |
|           | - Estland - Nederland        | - België - Turkije - Zweden   | - Bosnië en Herzegovina - Denemarken - Noorwegen | - IJsland - Oostenrijk - Slovenië |

### Punten gegeven door Israël

#### Finale
Punten gegeven in de finale:
| 12 punten | Duitsland           |
| 10 punten | IJsland             |
| 8 punten  | Zweden              |
| 7 punten  | Kroatië             |
| 6 punten  | Nederland           |
| 5 punten  | België              |
| 4 punten  | Verenigd Koninkrijk |
| 3 punten  | Litouwen            |
| 2 punten  | Denemarken          |
| 1 punt    | Estland             |

1973 · 1974 · 1975 · 1976 · 1977 · 1978 · 1979 · 1980 · 1981 · 1982 · 1983 · 1984 · 1985 · 1986 · 1987 · 1988 · 1989 · 1990 · 1991 · 1992 · 1993 · 1994 · 1995 · 1996-1997 · 1998 · 1999 · 2000 · 2001 · 2002 · 2003 · 2004 · 2005 · 2006 · 2007 · 2008 · 2009 · 2010 · 2011 · 2012 · 2013 · 2014 · 2015 · 2016 · 2017 · 2018 · 2019 · 2020 · 2021 · 2022 · 2023 · 2024 · 2025